# Les Exilés dans la forêt
Les Exilés dans la forêt (titre original : The Forest Exiles) est un roman de Thomas Mayne Reid publié en 1855.

## Résumé
- Si vous ne connaissez pas le sujet, laissez ce bandeau (vous pouvez alors contacter les auteurs).
- Si vous supprimez le contenu mis en cause (vous pouvez préalablement contacter les auteurs),

argumentez précisément cette suppression dans la page de discussion
(un manque de référence n'est pas un argument ; une recherche réelle de référence doit avoir été effectuée, être formellement documentée).
À la fin du XVIIIe siècle, cinq personnes gravissent la cordillère des Andes au Pérou espagnol, menés par Don Pablo, naturaliste proscrit. Il veut s'arrêter sous des mollés (Schinus molle : arbre de la famille des anacardiacées, surnom "faux poivrier"), l'Indien Guapo dit que leur ombre est mortelle, mais les lamas ne veulent plus avancer. Guapo dort à l'écart et peine à réveiller ses maîtres le matin. Le soir suivant, ils se font charger par un taureau de la puna (plateau andin) mais un vacher le tue. Il emmène Léon, fils de Don Pablo, poser des pièges à chinchilla et à viscache (rongeurs) et lui montre de beaux oiseaux. Au réveil, ils voient des lamas, alpagas, vigognes et guanacos réunis. Le vacher tue 19 vigognes. Mais cette viande attire des condors. Sur certains sols stériles, la seule plante est le manguey. Ils suivent des sentes escarpées où on ne peut pas se croiser. En descendant, ils trouvent un verger abandonné par un moine, s'y établissent et mangent leurs lamas. Ils trouvent du mikania dont les feuilles servent d'antidote et de vaccin aux morsures de serpent. 
Ils font une maison en palmier et bambou. Guapo tue des aras et un tapir avec des flèches de sarbacane au curare qui peut être mangé. Ils font des bougies avec la cire d'un palmier. Ils récoltent le latex de l'arbre-vache pour avoir de la colle pour les meubles et du lait. Ils brûlent les fruits du jara pour avoir du sel. Ils font du pain avec la juca. Don Pablo trouve quarante ares de cinchonas, dont l'écorce donne la quinine, qu'ils exploitent, rêvant de fortune. Ils mangent des aïs (qui ne boivent jamais) tués par des termites qu'un tamanoir (qui utilise sa queue comme parapluie) mange avant qu'un puma ne le tue et se fasse tuer par Guapo. Ils mangent du tatou. Cependant, Isidora et sa fille récoltent la vanille du verger. Ils tuent des jaguars menaçants et adoptent les petits puis un singe. 
La récolte d'écorce terminée, ils font un radeau et tuent le cheval pour avoir des provisions. Ils se lancent sur la rivière, espérant atteindre l'Amazone. La première nuit, Léona se fait mordre par une chauve-souris vampire que Guapo mange. Ils voient des atèles marimondas qui s'accrochent entre elles par leur queue prenante et que Guapo mange aussi, des cabiais (gros rongeurs amphibiens) que se disputent un crocodile et un jaguar. Un anaconda mange le singe. Guapo dit que les indiens font de l'huile avec les œufs de tortue récoltés par millions. Une tortue lutte avec un caïman, dont elle a mangé les petits, pour lui mordre la queue. Deux vautours mangent les yeux d'un crocodile. Ils arrivent dans le Gapo, vallée forestière de l'Amazone inondée chaque année, où Guapo tue un lamantin pour faire des conserves. Les affluents de l'Amazone ont des couleurs très diverses suivant le sol. Après deux mois, ils arrivent à Gran Para et vont à New York où ils vendent leur marchandise pour vingt dollars. Ils y restent dix ans puis père et fils rejoignent dix ans l'insurrection au Pérou. Puis Léon repart récolter de la quinine avec Guapo et y fait fortune.